# Obassi
Obassi é a mais alta divindade criadora do povo Ecói, que vive na Nigéria e Camarões.

## Representação
Obassi consiste em dois deuses masculinos distintos, Obassi Ossau  e Obassi Nsi, que originalmente ocupavam o mesmo corpo. Eles são separados depois de criar o universo. Obassi Ossau  governa os céus, onde os humanos nascem, enquanto Obassi Nsi governa a Terra, onde os humanos vivem e morrem.

## Lendas

### A origem da água
O primeiro homem, Etim 'Ne, pediu a Obassi Osaw água na terra, que ainda não existia. Em resposta, Obassi Osaw deu a Etim ' Ne sete pedras. Quando uma dessas pedras foi colocada na terra, um corpo de água emergiu do local. Cada massa de água criará então sete novos conjuntos de pedras. Etim ' Ne e os seus descendentes continuaram a fazer novas massas de água na terra, colocando uma pedra de cada vez num novo local. No entanto, um dos seus netos não seguiu esta regra e decidiu colocar todas as sete pedras no mesmo local, que era a sua quinta. Como resultado, uma grande inundação começou e quase afogou toda a Terra. Etim ' Ne, que ainda estava vivo, pediu a ajuda de Obassi Ossau para impedir que a calamidade continuasse. Obassi Ossau atendeu ao seu pedido, embora tenha deixado um lago para trás no local da fazenda de propriedade do neto desobediente.

### A origem do fogo
Etim 'Ne enviou um menino aos céus para pedir fogo a Obassi Ossau e ele rejeitou. O menino decidiu continuar sua busca, no entanto, permaneceu na casa de Obassi Ossau. Depois de provar seu valor realizando várias tarefas, o menino foi enviado por Obassi Ossau para recuperar uma lâmpada de uma de suas esposas. Esta lâmpada contém uma chama eterna em seu interior, e o menino decidiu acender uma tora com ela e a trouxe para a Terra. Infelizmente, Obassi Ossau descobriu e enviou seu filho, Akpan Obassi, para punir o ladrão . Seu filho encontrou o menino e o amaldiçoou para nunca mais poder andar. <